# Upplands runinskrifter 318
Upplands runinskrifter 318 är en vikingatida runristning på en berghäll i Harg, Skånela socken och Sigtuna kommun. Runhällen har en ristningsyta på 1,4 gånger 1 meter. Runhöjden är 6-8 centimeter. Två längsgående sprickor går genom ristningen. Ristningen är grunt huggen och därför svårläst.

## Inskriften
Translitterering av runraden:
burkuna · lit · stain · hku- · iftiʀ · kulaif · bonta · sin · auk · askir · ift-(ʀ) fn-ur sin
Normalisering till runsvenska:
Borgunna let stæin haggv[a] æftiʀ Gullæif, bonda sinn, ok Asgærðr(?) æft[i]ʀ fa[ð]ur sinn.
Översättning till nusvenska:
Borgunna lät hugga stenen efter Gullev, sin man, och Åsgärd efter sin fader.